# Venus Vacation Prism: Dead or Alive Xtreme
Venus Vacation Prism: Dead or Alive Xtreme (estilizado como Venus Vacation PRISM - DEAD OR ALIVE Xtreme -) es un dating sim desarrollado por Team Ninja y publicado por Koei Tecmo para PlayStation 4, PlayStation 5 y Microsoft Windows. El juego fue lanzado exclusivamente en Japón y algunos países de Asia el 27 de marzo de 2025.

## Jugabilidad
Como jefe de las Islas Venus, interactuarás con las chicas que conozcas allí. Tu historia con ellas se desarrollará en función de las decisiones que tomes, lo que dará lugar a una variedad de resultados. Tener múltiples interacciones con cada una de las chicas a veces te hará conseguir que te inviten a citas. Cada uno de estos momentos pueden ser fotografiados durante tus citas, los cuales pueden ser compartidos para aumentar la popularidad del Festival de las Venus.

## Argumento
En Venus Vacation Prism los jugadores tomarán el papel del mánager de una isla paradisíaca en la cual el Festival de las Venus toma lugar. Como personaje principal, el jugador estará acompañado por Misaki, quien menciona la leyenda de la "Lluvia de Meteoritos Prisma" y el deseo que se cumple bajo su brillo iridiscente. Este mágico evento es solo el comienzo de una aventura que promete muchos momentos románticos y sorpresas con las seis Venuses: Misaki, Fiona, Elise, Tamaki, Honoka y Nanami.

## Desarrollo
Venus Vacation Prism fue anunciado el 27 de septiembre de 2024 por Koei Tecmo Games durante su presentación para Tokyo Game Show 2024 como un videojuego de un jugador basado en Dead or Alive Xtreme Venus Vacation. El elenco incluiría seis personajes con la primera chica anunciada siendo Misaki. Durante octubre de 2024 las demás participantes fueron anunciadas semanalmente, añadiendo a Fiona, Elise, Tamaki, Honoka y Nanami. Una vez anunciados los personajes, el juego confirmó una fecha de lanzamiento para el 6 de marzo de 2025.
Durante el evento Taipei Game Show 2025, un segundo trailer demostró detalles de la jugabilidad a través de minijuegos, el modo de fotografía y opciones cosméticas. También se confirmó una nueva fecha de lanzamiento para el 27 de marzo de 2025. La edición digital de lujo incluye un episodio de colaboración con atuendos diseñados por el ilustrador Yomu. Durante una transmisión en vivo previo al lanzamiento del juego un tercer trailer fue compartido. También se publicó un FAQ oficial describiendo las diferencias técnicas entre cada versión del juego.

## Recepción
Durante su primera semana de lanzamiento en Japón, la versión de PlayStation 5 vendió 9.568 unidades y la versión de PlayStation 4 vendió 2,812 unidades para un total de 12.380 copias físicas vendidas.